# Ctenolophus oomi
Ctenolophus oomi là một loài nhện trong họ Idiopidae.
Loài này thuộc chi Ctenolophus. Ctenolophus oomi được J. Hewitt miêu tả năm 1913.